# Entephria cineraria
Entephria cineraria là một loài bướm đêm trong họ Geometridae.